# Guillermo Velázquez Benavides
Guillermo Velázquez Benavidez ( 1948 ) nació en Xichú, Guanajuato, México. Es conocido como uno de los representantes del huapango arribeño, de la música folclórica de México.

## Infancia, adolescencia y Juventud
Hijo de padres campesinos, Esperanza Benavidez y Venancio Velázquez, Guillermo permaneció en su lugar de nacimiento durante algunos pocos años hasta que su familia se mudó a Xichú, Gto. donde desarrollaría su educación primaria.
Nuevamente su familia se trasladó a Santiago de Querétaro. Ahí ingresaría al Seminario para continuar sus estudios en la rama de la Filosofía. Se apoyó de otras instituciones como lo fue el Moctezuma Seminary, Nuevo México en el norte de su país en Estados Unidos. Completados sus estudios, Guillermo toma la dura decisión de dejar su ordenación como sacerdote pues otras cosas extras llamaban su atención. Terminó sus estudios rechazando esta vocación.
Como buen estudioso de la literatura y la filosofía, se da cuenta de la riqueza musical que privaba en la región de la zona media de Río Verde, S.L.P. El son arribeño o música de vara como se le conoce en la región. Esta expresión musical se extiende hacia el noreste de Guanajuato y norte de Querétaro. Así se inicia viendo y oyendo la forma musical de los maestros del huapango arribeño.

## Su carrera
A punto de terminar los años 1970 vuelve a buscar su nueva ocupación. Esta vez sería músico trovador profesionalmente. De aquí se le reconocería en la región de Guanajuato como cantador de huapango, género musical de México.
El tiempo transcurrió hasta que llevó a cabo sus primeros encuentros musicales en Xichú. Sus compañeros eran, interpretando el violín, Don Chevo Méndez, Guillermo Guevara y León Lara; por parte de la vihuela estaban los llamados González en la comunidad de Palomas. 
Su carrera musical le permitió formar su propio grupo retomando el nombre de una antigua banda: Guillermo Velázquez y los leones de la sierra de Xichú. Fue conocido así por su comunidad y algunas otras localidades de la República Mexicana. 
Realizó algunos proyectos junto a su banda, pero aun así, él seguía siendo el personaje más representativo de este grupo al ser autor de alrededor de 100 canciones, otros tantos de poesías originales. Fue compilador de varios libros sobre su especialidad del huapango arribeño.

## Sus aportaciones
Su aporte ha sido uno de los factores que han influido para que esta tradición (prácticamente desconocida fuera de la región hasta antes de 1980) fortalezca y vigorice sus lazos con la colectividad y atraviese actualmente por un periodo de auge y repunte que se manifiesta en la asistencia masiva a las topadas y en el surgimiento de nuevos músicos y trovadores.

## Actualidad

### Participaciones Musicales
Hasta el momento, Guillermo Velázquez continua con su profesión artística participando en actividades sociales y fiestas populares. Ha podido participar en diversas invitaciones.
Guillermo junto con un grupo de xichulenses, retoman la iniciativa de que en Xichú, se realicen las topadas que con anterioridad se habían venido haciendo de forma irregular, organizadas por el municipio. 
En 1983, en forma organizada da inicio el festival de huapango arribeño más renombrado en la región. Surge así el Comité organizador de huapango y poesía decimal campesina estando a la cabeza Los Leones de la Sierra de Xichú. El Comité está formado por músicos, campesinos, comerciantes y jóvenes entusiastas.
A la fecha (2012) son 31 festivales que se realizan en forma organizada con un objetivo bien definido.
La agrupación de los Leones de la Sierra, con Guillermo Velázquez Benavidez a la cabeza han grabado más de 25 fonogramas.

### Logros
Ha participado en programas y circuitos de difusión cultural de diversas instituciones culturales recorriendo gran parte de la República Mexicana. Se ha presentado en escuelas, teatros y plazas.
A la fecha cuenta con 24 discos de larga duración, en algunos participado Óscar Chávez. Asimismo, en compañía de otros huapangueros y personas de la región. Interesado en la problemática de la tradición, impulsa y desarrolla acciones tendientes a la revalorización, renovación y fortalecimiento del huapango arribeño en toda la región.